# Sylvicanthon xanthopus
Sylvicanthon xanthopus là một loài bọ cánh cứng trong họ Bọ hung (Scarabaeidae).